# Хосе Вільєгас
Хосе Вільєгас Таварес (ісп. José Villegas Tavares; 20 червня 1934, Ла Експеріенсія — 24 грудня 2021) — мексиканський футболіст, що грав на позиції захисника. Практично всю футбольну кар'єру провів у клубі «Гвадалахара», за який грав протягом 20 років, також виступав у складі збірної Мексики, у тому числі на двох чемпіонатах світу.

## Клубна кар'єра
Хосе Вільєгас народився у невеликому місті Ла Експеріенсія неподалік Гвадалахари. Розпочав виступи на футбольних полях у нижчоліговій команді «Імперіо» з міста Сапопан у 1949 році, у сезоні 1951—1952 років грав у складі іншої нижчолігової команди «Ребосерос» з міста Ла-Пієдад. У 1952 році став гравцем команди найвищого мексиканського дивізіону «Гвадалахара», кольори якої захищав протягом двадцяти років. У складі команди став восьмиразовим переможцем мексиканської першості, двічі ставав володарем Кубка Мексики. Завершив виступи на футбольних полях у 1972 році.

## Виступи за збірну
З 1956 року Хосе Вільєгас грав у складі національної збірної Мексики. Протягом кар'єри у національній команді провів у її формі 18 матчів.
У складі збірної був учасником:
чемпіонату світу 1958 року у Швеції, де зіграв з господарями (0-3);
чемпіонату світу 1962 року у Чилі, де зіграв з Бразилією (0-2). Гра з Бразилією стала в його кар'єрі останнім міжнародним матчем.

## Титули та досягнення
- Чемпіон Мексики (8):

«Гвадалахара»: 1956—1957, 1958—1959, 1959—1960, 1960—1961, 1961—1962, 1963—1964, 1964—1965, 1969—1970
- Володар Кубку Мексики (2):

«Гвадалахара»: 1962—1963, 1969—1970